# Dangaléat jezik
Dangaléat jezik (danal, dangal, dangla; ISO 639-3: daa), afrazijski jezik istočnočadske skupine, kojim govori 45 000 ljudi (1999 SIL) u čadskoj regiji Guéra. 
Ia tri dijalekta imenovana prema lokaciji na zapadni dangaléat (korbo, karbo) oko Korboa, centralni dangaleat oko Barloa i istočni dangaleat oko Karlonga. Većina pripadnika etničke grupe Dangaléat služi se i čadskim arapskim [shu]. Pismo: latinica.

## Glasovi
28: 	p "t c k b "d dj g b< "d< dj< S Z m "n nj N "r l_ j w i e E a O o u

## Vanjske poveznice
- Ethnologue (14th)
- Ethnologue (15th)